# 세자르 프랑크
세자르 프랑크(프랑스어: César Franck, 1822년 12월 10일 ~ 1890년 11월 8일)는 벨기에 출신의 프랑스 작곡가이자 오르간 연주자이다.

## 개요
프랑크는 벨기에 리에주의 독일계 벨기에인 가정에서 태어났다. 그의 아버지는 그가 피아노 연주자가 되기를 바랐고, 리에주에 있는 음악원에 보냈다.리에주 음악원에서 배움을 시작해 1835년에 파리 음악원에 입학. 피아노에서 《푸가와 그 밖의 것》 등으로 1등상을 받는 등 우수한 성적을 거두었으나 부친으로 인해 일단 벨기에로 돌아온 뒤 1844년에 재차 파리로 나와 정주하기에 이르렀다. 당시 파리는 오페라 만능의 추세에 있었으며 그는 1845년 이후 교회 오르가니스트의 길을 택하여 1858년에는 생 클로티드 성당의 주자가 되었다. 1872년에는 실력을 인정받아 파리 음악원의 오르간과 교수가 되었다. 그는 교회의 오르간석에 앉아 있으면서 당시 일반적으로 관심이 적었던 바흐, 베토벤을 연구하는 등 꾸준히 실력을 기르고 있었다. 그리하여 이 기간의 남모르는 그의 노력은 만년에 이르러 작곡가로서의 천분을 풍족한 결실로 이끌었다고 할 수 있다.
즉 초기의 가곡, 실내악곡, 피아노곡 등은 아직 개성이 빈약하여 때로는 자칫하면 살롱풍의 요설(饒舌) 같은 위험을 범하기 쉬웠으며 그의 중기(中期)에는 미사곡, 오르간곡 외에 종교음악이 점차 충실함을 보이기 시작하였으나 프란츠 리스트 등 독일 낭만주의 음악의 영향에 바흐를 가미한 수법으로 충분한 확신을 엿볼 수는 없었다. 그러나 오라토리오 《속죄(贖罪)》(1861-1872)를 비롯한 만년의 여러 작품은 온갖 장르에서 리스트나 바그너의 반음계적 화성과 바흐에게 배운 폴리포니, 그리고 베토벤에게 배운 전개 내지는 변주를 개성의 내부에서 굳게 결부시키고 있다. 말하자면 중기(中期)에서 발견되었던 한 방향을 확실한 토대 위에 확립시키고 원숙해짐을 꾀하는 일에 성공하였다고 할 수 있다. 그리고 이 경우 교향곡이나 실내악곡에는 순환형식의 이름으로 불리는 한 수법이 다악장 구성을 주제적 및 논리적으로 연결짓는 것으로서 예리하게 추구되고 있다. 이리하여 프랑크는 독일음악에서 많은 것을 배워 프랑스 19세기 후반의 순수기악 부흥에 큰 추진력이 되었다. 그리고 일반이 그에 대한 몰이해를 마침내 개선하려 하고 있었을 때 불행하게도 마차에 치여 가슴을 다친 것이 원인이 되어 병상에 누워 몇 해 후에 세상을 떠나고 말았다. 그러나 그의 사망 후 그를 따랐던 많은 사람들, 즉 앙리 뒤파르크, 뱅상 당디, 에르네스트 쇼송, 보르드, 알렉시스 드 카스티용, 알투르 코키알(1846-1910), 피엘 드 브레빌(1861-1949), 가브리엘 피에르네(1863-1937), 폴 피달르(1863-1931), 조제프 기 로파르(1864-1955), 기욤 르쾨(1870-1894) 등의 준재(俊才)들은 '프랑키스트'라고 하는 그룹을 스스로 형성하여 스승 프랑크의 정신을 지주로 삼아 프랑스 근대음악에서 큰 세력을 이룩했다. 그리고 그 영향력은 또한 댕디의 '스콜라'를 통하여 현대에 이르고 있다. 주요 작품으로는 《교향곡 라단조 (1888)》, 피아노와 오케스트라를 위한 《교향적 변주곡 (1885)》, 《교향시》 3곡(1882, 1884, 1888), 《피아노 5중주》(1879), 바이올린과 피아노를 위한 《소나타 (1886)》, 《현악 4중주곡 D장조》(1889), 피아노 독주를 위한 《전주곡, 코랄과 푸가 (1884)》, 《전주곡-아리아와 피날레》(1887), 오르간을 위한 《3장》(1878), 오라토리오 《속죄》 《지복(至福)》(1879), 가곡 《녹턴(夜想曲)》(1884), 《행렬》(1888) 등이 있다.
그의 마지막 작품이자 위대한 작품 중 하나는 《코랄 제3번 가단조 (1890)》이다. 프랑크는 1890년에 마차채에 찔리는 사고로 늑막염을 얻어 사망하여 파리의 몽파르나스 구역에 있는 몽파르나스 묘지에 안장되었다.

## 생애

### 유년시절

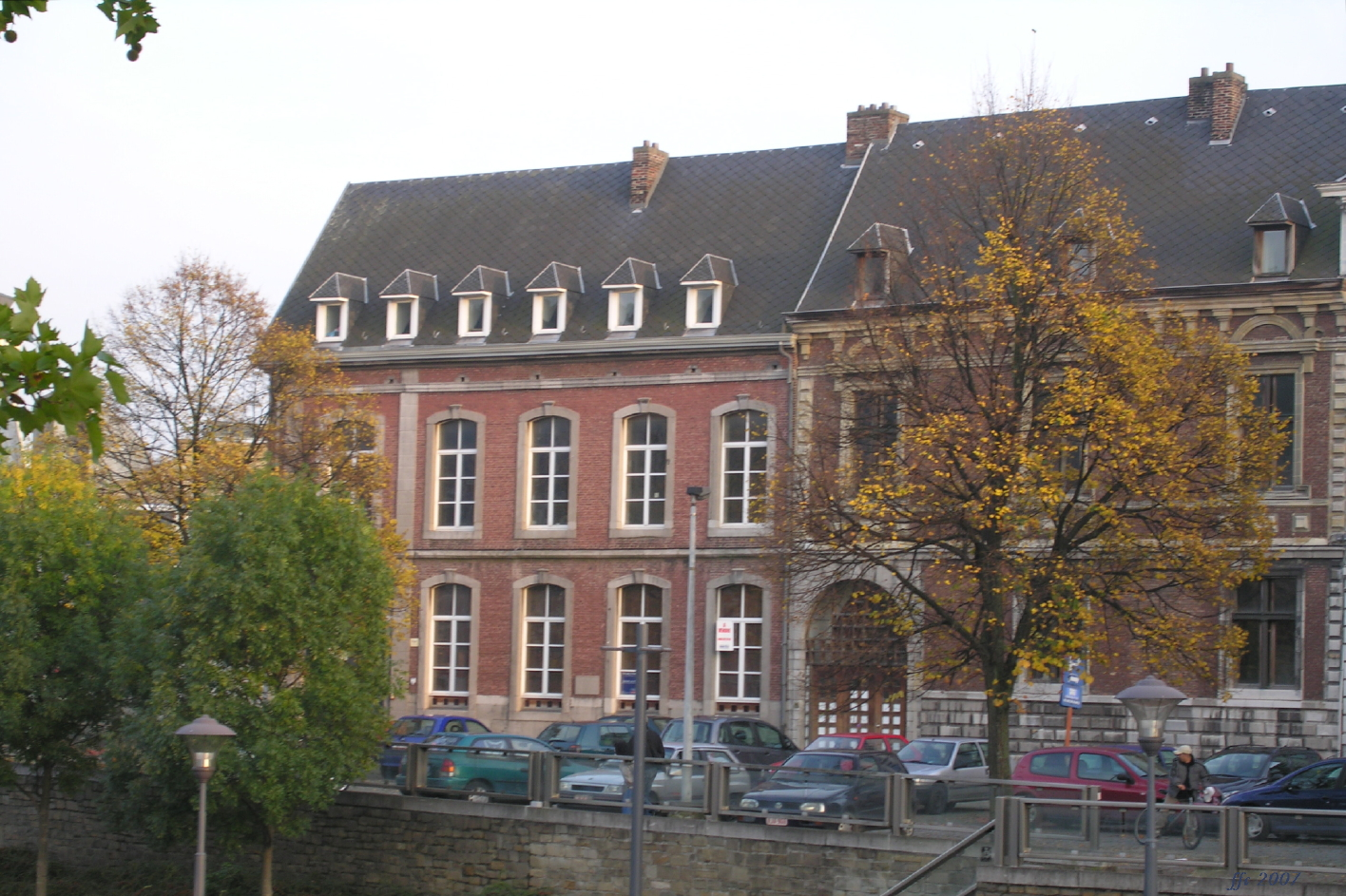
프랑크가 태어난 장소인 리에주의 하우스 그래디

그의 아버지 니콜라-요셉은 독일과 벨기에의 국경지대에서, 어머니는 독일에서 태어나 리에주에 터를 잡았는데, 당시 프랑크는 세자르-오귀스테(César-Auguste)라는 이름을 가지고 있었다. 그의 아버지는 세자르-오귀스테의 재능을 어릴 때부터 알아보고, 프란츠 리스트와 지기스문트 탈베르크의 뒤를 이은 음악 영재로 육성하고자 계획한다. 프랑크는 아버지의 손에 이끌려 리에주 왕립 음악원에 입학해 계명창, 피아노, 오르간, 화성학 등을 배운다. 세자르-오귀스테 프랑크는 1834년에 레오폴 1세 앞에서 첫 번째 연주회를 연다.
1835년 프랑크-오귀스테는 파리로 유학을 떠나 파리 음악원의 교수들로부터 개인교습을 받는다. 니콜라-요셉은 세자르-오귀스테를 파리 음악원에 입학시키고자 하였으나 당시 파리 음악원은 프랑스인만 입학을 허용한 관계로, 니콜라-요셉이 시민권을 획득한 1837년 15세의 나이로 프랑스 왕립 음악원에 입학할 수 있었다.

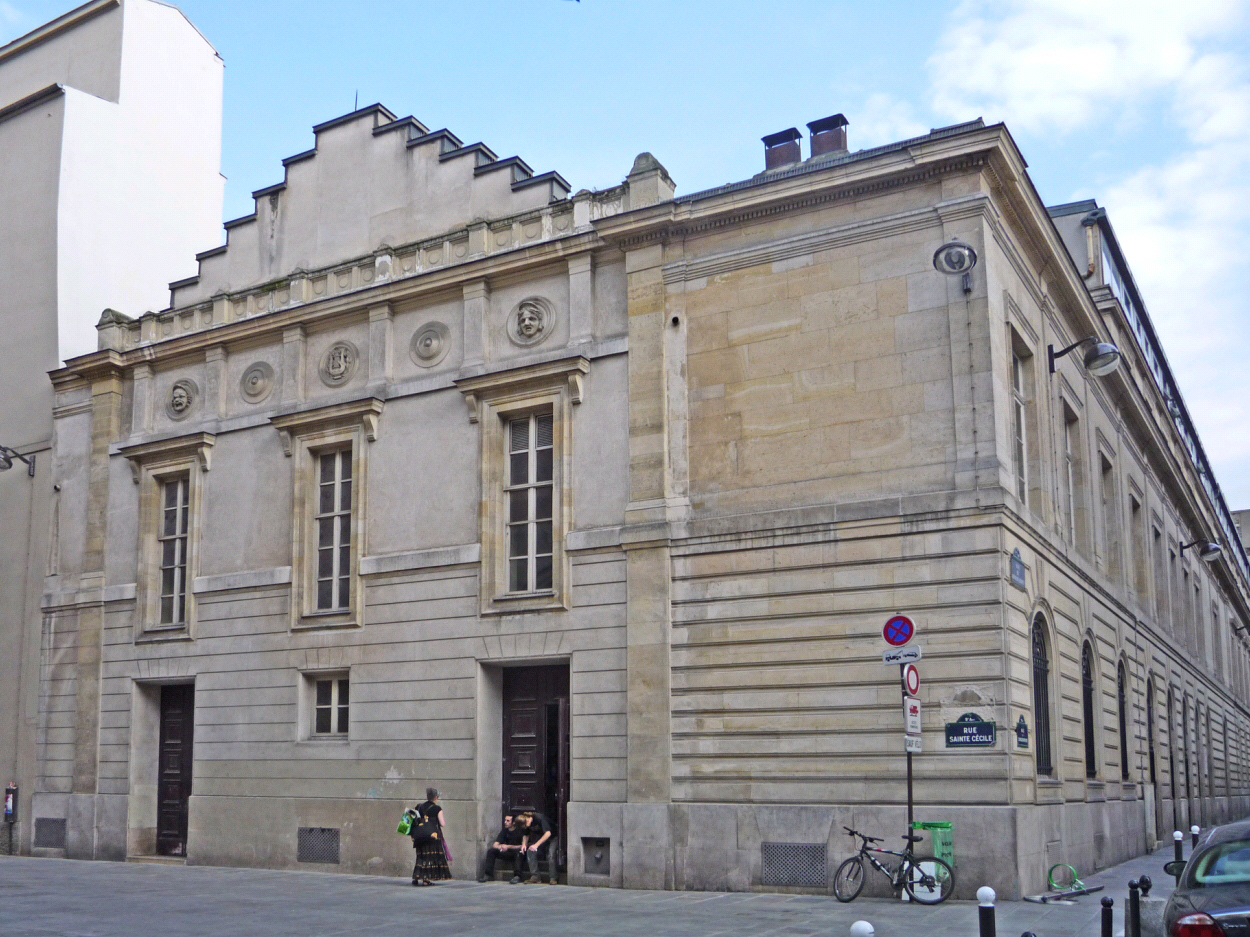
1911년까지 사용된 파리 음악원의 건물.

프랑크는 1학년을 마칠 때에 피아노 연주부문 수석을 달성하여 졸업할 때까지 그 실력을 유지한다. 반면 대위법은 1838년에 3등으로 시작하여 이듬해 2등, 그 이듬해에는 1등을 차지한다. 이후 1841년에는 오르간을 배우기 시작하여 오르간 연주와 즉흥 부문에서 2등을 차지하고, 1842년에는 로마 대상을 목표로 작곡도 배우기 시작한다. 그러나 그 해 4월 22일, 알려지지 않은 이유로 학교를 자퇴한다.
이 자퇴의 원인으로는 아버지 니콜라-요셉이 지목된다. 세자르-오귀스테는 당시 학업을 이어가고자 했으나, 아버지의 부탁으로 인해 개인교습과 공연을 이어간다. 이러한 일로 세자르-오귀스테는 매우 힘든 나날을 보냈고, 심지어 아버지에게 앙심도 품게 되었다. 공연은 처음에는 성공적이었으나, 아들을 물질적 욕구를 채우기 위한 수단으로 사용하는 아버지의 모습이 당시 파리 사람들의 반발을 불러일으킨다. 당시 세자르-오귀스테는 피아니스트로서 명성이 자자했고, 작곡가로서도 촉망받는 재능을 인정받고 있었다. 그러나 니콜라-요셉은 파리 음악잡지의 편집장인 앙리 블랑슈와 불화가 있었고, 갈등이 폭발하여 마침내 니콜라-요셉의 허세와 세자르-오귀스테에게 의존하는 삶을 저격하는 기사가 발간된다. 의심의 여지없이 개인적인 갈등을 담은 이 기사로 인해 니콜라 요셉은 벨기에로 돌아가기로 결심하며, 세자르-오귀스테도 강제로 데리고 돌아간다.

### 오르가니스트가 되다

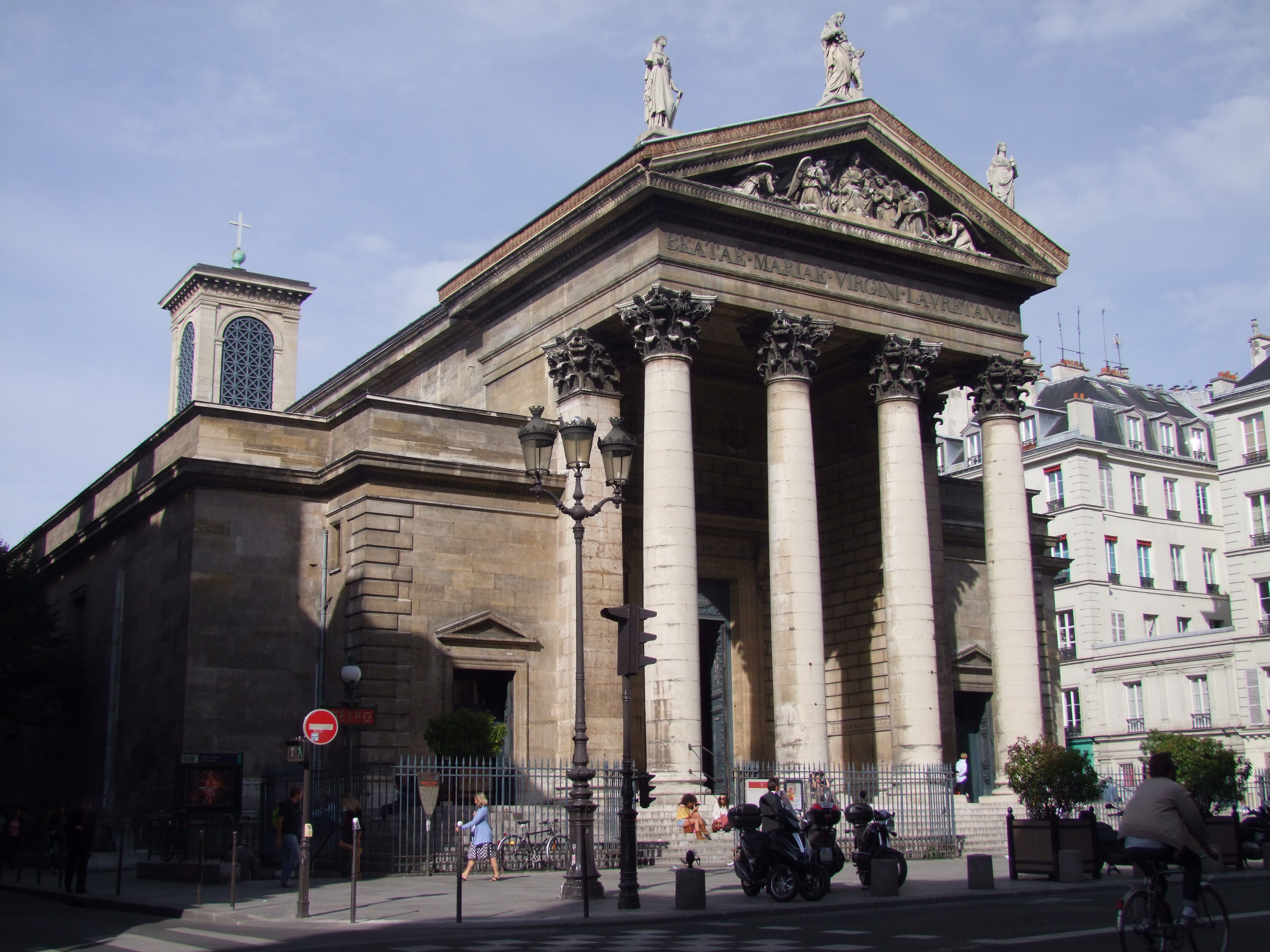
파리에 있는 노테르담 드 로레트 성당

벨기에에서의 귀향생활은 2년 넘게 이어진다. 벨기에의 평단 역시 파리의 그것과 크게 다르지 않아 사업성 공연은 이루어지지 못했다. 니콜라-요셉은 마음을 고쳐먹고 가족들을 다시 파리로 보낸다. 파리로 돌아간 1843년에 세자르-오귀스테는 트리오를 한 곡 썼는데, 프란츠 리스트는 이 곡을 호평하고 몇 년 후에 바이마르에서 직접 연주하기도 한다. 이후 오라토리오 《룻Ruth》을 작곡하여 리스트와 자코모 마이어베어에게 괜찮은 평가를 받지만, 1846년의 초연에서는 곡의 단순함과 예술성의 부재라는 악평을 받는다. 이후 이 곡은 대대적인 수정을 거친 후인 1872년에야 다시 연주된다.
그 후 프랑크는 1848년 2월 혁명으로 수립된 프랑스 제2공화국을 축하하는 곡을 쓰기도 했으나, 1851년 나폴레옹 3세가 집권하면서 그 곡은 더 이상 연주되지 않았다. 1851년에는 오페라 《당당한 종자Le Valet de Ferme》도 작곡하나 "최저"라는 평가를 받는다. 이후 세자르-오귀스테는 자신의 커리어가 끝났다고 생각해서 출판할 가치도 없다고 생각했고, 자연스레 여러번 연주되는 일도 없었다. 비록 평론가들은 그가 잠시 침체기를 갖고 있는 것으로 판단했지만, 프랑크 자신은 크게 절망하여 향후의 삶의 방향이 완전히 달라지는 계기가 된다.
이 무렵 프랑크-오귀스테와 부모간의 관계가 파국에 이르는 일이 발생한다. 세자르-오귀스테는 파리음악원에 재학 당시 코메디 프랑세즈라는 프랑스 유일 국립극장의 멤버인 펠리시테 가문의 여학우를 사귄다. 그러던 1846년 어느날, 세자르-오귀스테의 자필 악보에 그녀의 이름이 쓰여있는 것을 본 니콜라-요셉은 그 부분을 찢어버린다. 사랑할 자유조차 없다는 것에 분노한 세자르-오귀스테는 참아왔던 분노를 터뜨린다. 7월의 한 일요일, 프랑크는 집을 떠나며 오귀스테라는 이름을 버리고 세자르 프랑크로 살아가게 된다. 그리고 1848년 2월 22일, 세자르는 펠리시테 사일로와 결혼한다. 이 때 일어난 2월 혁명로, 결혼식장인 노트르담-드-로레트 성당으로 가기 위해 반란군들에게 자초지종을 설명하고 바리케이드를 기어올라가야 했다고 한다.
노트르담-드-로레트는 세자르가 1847년부터 다닌 성당으로, 결혼을 앞두어 고정적인 수입이 필요했던 그는 보조 오르가니스트로 취임하게 된다. 마침 성당은 1846년에 제작된 새로운 오르간을 보유하고 있었다. 프랑크는 이 오르간이 작은 오케스트라와 같았다며 자신에게 큰 영향을 주었다고 말한다. 심지어 프랑크는 이 오르간 제작자가 만든 오르간을 찾아다니며 연주회를 열기도 했다. 또한 당시는 바흐의 평전을 쓴 요한 니콜라우스 포르켈의 제자인 아돌프 헤세가 프랑스에 새로운 페달 건반 연주기법을 소개해준 때인데, 프랑크는 이를 적극적으로 수용하며 당시 프랑스 오르간 연주자들이 경시하던 페달을 적극 사용하고, 프랑수아 쿠프랭 이후 사장되다싶이 했던 즉흥연주를 도입한다. 이는 후에 비도르, 메시앙 등으로 이어지는 프랑스 오르간 계보의 시발점이 된다. 이후 헤세의 제자이자 브뤼셀 왕립음악원의 교수였던 자크니콜라 르망이 1854년에 파리에서 오르간 교습회를 열자, 프랑크는 이 교습회의 1회부터 참석하여 페달의 레가토, 정확성, 고속 연주등을 배운다.

### 생 클로틸드 성당

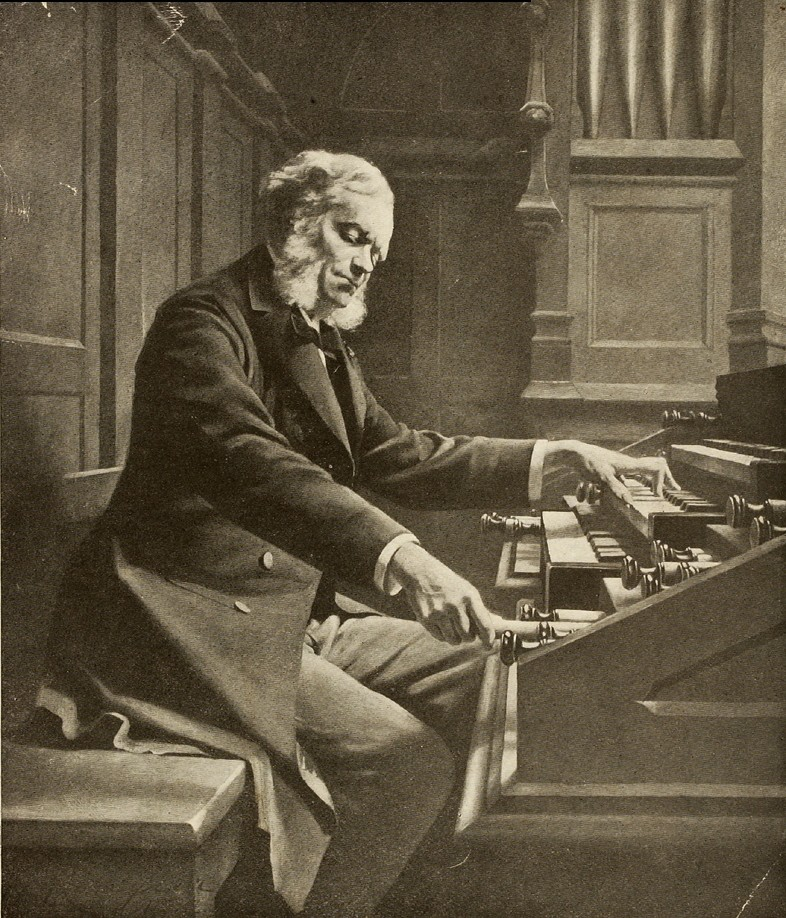
오르간을 연주하는 프랑크. 1885년 그림.

오르간 연주자로서 실력을 기른 그는 1858년 1월 22일부로 생 클로틸드 성당에 취임한다. 이 때 그의 보조 연주자이자 합창단 지휘자는 테오도르 뒤부아였는데, 이후 파리음악원 교수가 되어 모리스 라벨의 로마대상 수상을 거부한 바로 그 사람이다. 취임 11개월 후 노테르담 드 로레트의 오르간 제작자가 생 클로틸드 성당에도 새로운 오르간을 설치한다. 프랑크는 이 오르간도 매우 마음에 들어했으며, 집에 연습용 오르간 페달을 따로 구비해둘 정도로 오르간 연주에 열심을 다한다. 프랑크는 오르간, 합창단, 풍금 등을 위한 작품들을 본격적으로 작곡하기 시작한다. 《3성부를 위한 미사곡Messe à 3 voix (1859)》과 오르간을 위한 여섯 작품들이 대표적으로, 멘델스존 이후의 가장 중요한 오르간 작품이라는 평가를 받는다. 이 여섯 작품에는 《전주곡, 푸가와 변주곡 (Op. 18)》과 《교향적 대곡 (Op. 17)》이 특히 유명하다.
이후 프랑크는 오르간 연주자이자 작곡가로 명성을 얻어가고, 프랑스 전역에서 그를 불러 오르간 연주를 부탁한다. 생 쉴피스 교회, 노트르담 대성당 등에서 새로운 오르간의 초연식을 부탁하기도 하고, 카미유 생상과 함께 컨설턴트 일을 하기도 했다. 프랑크는 생 클로틸드 성당에서 오르간 연주회를 정기적으로 열기로 하는데, 1866년 4월에는 프란츠 리스트가 방문하여 "내 어찌 그 트리오를 썼던 남자를 잊을 수 있었겠는가?"라는 말을 남긴다. 리스트는 다음 달에 프랑크의 오르간 작품들을 홍보하기 위한 연주회를 클로틸드 성당에서 가진다. 이어 리스트뿐만 아니라 한스 폰 뷜로까지 독일에서 프랑크의 음악을 정기적으로 연주하기 시작한다. 프랑크는 독일의 오르간 작품들에 대한 이해를 높이기 위해 1869년에는 안톤 브루크너의 연주회에 참석하기도 한다. 프랑크는 이제 후학도 양성하기 시작한다.

### 교수가 되다
유명세를 얻은 프랑크는 1872년에 카미유 생상, 테오도르 뒤부아로부터 파리 음악원의 교수로 추천된다. 그러나 프랑크도 모르고 있었지만 프랑크 자신에게 프랑스 시민권이 없었기 때문에, 프랑스 시민권을 획득하는 1873년에야 교수로 부임한다. 뱅상 당디, 에르네스트 쇼송, 루이 비에른, 앙리 뒤파르크 등이 그의 제자였는데, 무한한 존경을 담아 프랑크를 아버지라고 불렀다고 한다. 프랑크의 교수법은 단단한 이론적인 토대를 가진 것이 아니었으나, 그의 오르간 즉흥연주법 등은 상당한 영향을 끼쳤다.
1880년도부터 프랑크는 작곡에 전념하였는데, 그의 제자 뱅상 당디는 프랑크가 변조를 하거나 발전부를 쓸 때마다 그의 학생들과 상의했다고 증언한다. 이러한 과정이 그에게 어떤 영향을 끼쳤는지는 불분명하지만, 프랑크의 이후 곡들은 한층 더 발전된 모습을 보여준다. 1884년에 쓴 《전주곡, 코랄과 푸가》가 그러하고, 1886년에 바이올리니스트 외젠 이자이의 결혼선물로 작곡한 바이올린과 피아노를 위한 《소나타》가 그렇다.

### 죽음
이처럼 대작을 작곡해내기 시작한 1890년 7월, 마차를 타고가던 프랑크는 교통사고로 머리를 다치게 된다. 당시에는 아무런 이상이 없어 보였으나 점점 걷는 것이 힘들어지고, 공연을 취소하게 되었으며, 교수직도 내려놓고 요양을 떠나게 된다. 그해 10월 요양에서 돌아와 새 학기를 시작하나, 곧 흉막염과 심낭염에 걸리고 11월 8일에 사망한다. 기존에는 마차사고의 후유증이 사망의 원인으로 지목되었으나, 1970년대에 연구가 이루어지며 질병이 직접적인 원인으로 제기되었다.

## 작품

### 관현악곡
- 교향곡 라단조 FWV48 (1887~88)
- 교향 변주곡(피아노와 관현악) FWV46(1885)
- 아이올리스(교향시) FWV43 (1875~76)
- 저주받은 사냥꾼(교향시) FWV44(1881~82)
- 공기 정령(교향시, 피아노와 관현악) FWV 45 (1884)

### 피아노곡
- 창작 주제에 따른 화려한 변주곡 라장조 작품번호 4(1834)
- 피아노 소나타 1번 작품번호 10(1834/35)
- 전주곡, 코랄과 푸가 FWV21(1884)
- 전주곡, 아리아와 피날레 FWV23(1886~7)

### 오르간곡
- 환상곡 다장조 FWV28, 작품번호 16(1856~63)
- 전주곡, 푸가와 변주곡 나단조 FWV30(1859~62)
- 세 개의 소품 FWV35~37(1878)

### 실내악곡
- 피아노 3중주 1번 올림 바단조 FWV1 (1839~42)
- 피아노 3중주 2번 내림 나장조 FWV2 (″)
- 피아노 3중주 3번 나단조 FWV3(″)
- 피아노 5중주 바단조 FWV7(1878~79)
- 바이올린 소나타 가장조 FWV8(1886)
- 현악 4중주 라장조 FWV9(1889)

### 오페라
- 울다(Hulda) FWV49(1882~85)

### 가곡
- 요정 FWV 73(1842~43)
- 천사와 아이 FWV 75(1846)
- 생명의 양식(Panis Angelicus) FWV61b(1872)
- 부서진 꽃병 FWV84(1879)
- 녹턴 FWV 85(1884)

### 합창
- 미사 가장조 FWV 61a, 작품번호 12(1860)
- 세 개의 모테트 FWV 56~58(1865)
- 레베카(칸타타) FWV 54(1880~81)
- 장 라신 찬가 FWV 91(1888)

## 참고 문헌
- Boyden, Matthew; Buckley, Jonathan (1994). 《Classical Music on CD-The Rough Guide》. London: Rough Guides. ISBN 1-85828-113-X.
- d'Indy, Vincent (1910). César Franck; a Translation from the French of Vincent d'Indy: with an Introduction by Rosa Newmarch. London: John Lane, Bodley Head. Reprinted 1965 NY: Dover. ISBN 0-486-21317-X. original French version on Wikisource
- Davies, Laurence (1970). César Franck and His Circle. Boston: Houghton Mifflin.
- Davis, Elizabeth (ed.) (1997). 《A Basic Music Library- Essential Scores and Sound Recordings》. Chicago: American Library Association. ISBN 0-8389-3461-7.
- "Franck, César." Norton/Grove Concise Encyclopedia of Music. (Pub. in UK as Grove Concise Dictionary of Music.). New York: Norton, 1988.
- Ober, William B. (1970). "De Mortibus Musicorum: Some cases drawn from a pathologist's notebook." Stereo Review, vol. 25 no. 5 (November 1970).
- Smith, Rollin (1997). Playing the Organ Works of César Franck. Series: The Complete Organ No. 1. Hillsdale, NY: Pendragon Press ISBN 0-945193-79-3.
- ——— (2002). Toward an Authentic Interpretation of the Organ Works of César Franck. Second edition, revised and expanded. Series: The Complete Organ No. 6; Juilliard Performance Guide No. 1. Hillsdale, NY: Pendragon Press. ISBN 978-1-57647-076-3.
- Stove, R. J. (2012). César Franck: His Life and Times. Lanham, Maryland: Scarecrow Press. ISBN 978-0-8108-8207-2.
- Vallas, Léon (1951). César Franck. Trans. Hubert J. Foss. New York: Oxford University Press. Trans. of La véritable histoire de César Franck (1949)